# Hemicyclopora collarina
Hemicyclopora collarina is een mosdiertjessoort uit de familie van de Escharellidae. De wetenschappelijke naam van de soort is voor het eerst geldig gepubliceerd in 1930 door Canu & Lecointre.